# تاتون (دائرة انتخابية في المملكة المتحدة)
تاتون (بالإنجليزية: Tatton)‏ هي إحدى الدوائر الانتخابية في المملكة المتحدة الممثلة في مجلس العموم في برلمان المملكة المتحدة.
عضو البرلمان الذي يمثلها حالياً هو :Mr George Osborne (Con).